# Pedaria raffrayi
Pedaria raffrayi är en skalbaggsart som beskrevs av Josso och Prévost 2006. Pedaria raffrayi ingår i släktet Pedaria och familjen bladhorningar. Inga underarter finns listade i Catalogue of Life.